# Wenkbrauwbreedbek
De wenkbrauwbreedbek (Serilophus lunatus) is een zangvogel uit de familie Eurylaimidae (breedbekken en hapvogels). De vogel werd in 1834 door de Britse natuuronderzoeker John Gould geldig beschreven.

## Kenmerken
De vogel is 16 tot 17 cm lang. De nominaat heeft een roestkleurige kop met een opvallende brede zwarte wenkbrauwstreep. Rond het oog is een smalle gele oogring. De buik en borst zijn licht gekleurd. Kenmerkend zijn de helderblauwe slagpennen. Het vrouwtje heeft een smalle, zilverkleurige borstband. De ondersoorten verschillen onderling in de kleur van de mantel die varieert van grijsbruin tot roestkleurig. De staart is zwart.

## Verspreiding, leefgebied en status
Deze soort komt wijdverspreid voor in Azië en telt zeven ondersoorten:
- S. l. elisabethae: van centraal Myanmar tot zuidelijk China, noordwestelijk Vietnam en noordoostelijk Thailand.
- S. l. polionotus: Hainan (nabij se China).
- S. l. lunatus: zuidelijk Myanmar en noordwestelijk Thailand.
- S. l. impavidus: zuidelijk Laos.
- S. l. stolidus: zuidwestelijk Thailand en Maleisisch schiereiland (uitgezonderd het zuiden).
- S. l. rothschildi: zuidelijk Maleisië.
- S. l. intensus: Sumatra.

De leefgebieden van de vogel liggen in tropisch en subtropisch natuurlijk bos, zowel in heuvel- als in bergland op hoogten tussen 300 en 2000 meter boven zeeniveau. Minder vaak wordt de vogel in agrarisch gebied aangetroffen.
De populatiegrootte is niet gekwantificeerd. In geschikt habitat is de vogel niet zeldzaam.